# Martin Scharlemann
Martin George Scharlemann (né le 6 décembre 1948) est un topologue américain qui est professeur à l'Université de Californie à Santa Barbara. 

## Biographie
Il obtient son doctorat de l'Université de Californie à Berkeley sous la direction de Robion Kirby en 1974.
Une conférence en son honneur a lieu en 2009 à l'Université de Californie à Davis. Il est membre de l'American Mathematical Society, pour ses "contributions à la topologie de basse dimension et à la théorie des nœuds".
Abigail Thompson est une de ses étudiantes  avec laquelle il résout le problème de planéité du graphe : il existe un algorithme pour décider si un graphe fini dans l'espace 3 peut être déplacé dans l'espace 3 dans un plan.
Il donne la première preuve du théorème classique selon lequel les nœuds dont le dénouement est numéro un sont premiers. Il utilise des arguments combinatoires durs pour cela. Des preuves plus simples sont maintenant connues,.